# Арнхольм, Мария
Мария Элизабет Уоллгрен Арнхольм (швед. Maria Elisabet Wallgren Arnholm; род. 16 марта 1958 года, Партилле, Швеция) — шведский партийный и политический деятель, губернатор лена Крунуберг с 1 февраля 2020 года. Лидер партии «Либералы» в период с октября 2014 по июнь 2019 годах. В 2013—2014 годах занимала посты министра по вопросам гендерного равенства и заместителя министра образования в правительстве Швеции.

## Биография
Мария Арнхольм обучалась в Стокгольмском университете (1978—1983), имеет диплом юриста. В 1991—1994 годах являлась руководителем администрации министра здравоохранения и социальных дел Бенгта Вестерберга. В дальнейшем занимала должности директора по коммуникациям в компании Coop Norden (2002—2006) и генерального директора PR-агентства Springtime (2006—2012). 25 мая 2012 года Арнхольм была назначена на пост государственного секретаря в министерстве по вопросам гендерного равенства Ньямко Сабуни и находилась в должности до 21 января 2013 года.
21 января 2013 года Арнхольм была назначена главой министерства по вопросам гендерного равенства Швеции после отставки предыдущего министра, Ньямко Сабуни; также она вступила в должность заместителя министра образования.
3 октября 2014 года, после поражения либеральной партии на парламентских выборах в 2014 году и отставки кабинета премьер-министра Йона Фредерика Рейнфельдта, Арнхольм покинула государственные посты и возглавила партию «Либералы».